# Provincia de Bingöl
Bingöl es una de las 81 provincias de Turquía. 
- Superficie: 8.402 km²
- Población (2000): 253.739
- Densidad de población: 30,20 hab./km²
- Capital: Bingöl 
  - Población (2000): 68.876